# Godzilla contre Hedora
Pour les articles homonymes, voir Godzilla.
Série Showa
Godzilla's Revenge
(1969) Objectif Terre, mission apocalypse
(1972)
Pour plus de détails, voir Fiche technique et Distribution.
Godzilla contre Hedora (ゴジラ対ヘドラ, Gojira tai Hedorā) est un film japonais  de Kaiju du réalisateur Yoshimitsu Banno sorti en 1971, avec des effets spéciaux de Teruyoshi Nakano. Produit et distribué par la société Toho Co., Ltd., il s'agit du 11e film de la franchise Godzilla et des débuts de Banno en tant que réalisateur. Le casting réunit Akira Yamauchi, Toshio Shiba, Hiroyuki Kawase, Keiko Mari et Toshie Kimura, avec Haruo Nakajima dans le rôle de Godzilla et Kenpachiro Satsuma dans celui d’Hedorah. Le film porte un message écologiste, symbolisé par Hedorah, une créature née de la pollution.
Le producteur Tomoyuki Tanaka offrit à Yoshimitsu Banno l’opportunité de réaliser un film Godzilla peu de temps après avoir collaboré avec lui sur le pavillon Mitsubishi de l’Expo '70. Des figures emblématiques de la franchise, Kaoru Mabuchi et Ishirō Honda, furent chargés d’aider Banno respectivement pour l’écriture du scénario et la réalisation. Tanaka fut hospitalisé pendant la majeure partie de la production, et Banno en profita pour inclure une scène qu’il pensait que Tanaka aurait autrement refusée. Le tournage dura 35 jours avec une équipe d’environ 50 personnes, pour un budget estimé à 100 millions de yens.
Godzilla contre Hedorah fut distribué au Japon le 24 juillet 1971, dans le cadre du Toho Champion Festival. Il rencontra un succès modéré au box-office, rapportant entre 290 et 300 millions de yens, mais fut largement ignoré par la critique japonaise. Les rares critiques contemporaines du film furent en général défavorables, notamment envers la scène où Godzilla utilise son souffle atomique pour voler.
Aujourd’hui, Godzilla contre Hedorah est considéré comme un film culte, souvent décrit comme le film le plus "unique" de toute la franchise Godzilla. Les critiques rétrospectives sont mitigées à positives. Roger Ebert, Adam Wingard et Nicolas Cage ont tous déclaré qu’il s’agissait de leur film préféré de la série. Banno proposa de nombreuses suites jusqu’à sa mort en 2017. Bien qu’aucune de ses propositions n’ait vu le jour, l’une d’elles mena finalement à la production de Godzilla (2014), pour lequel il fut producteur exécutif. Un court-métrage inspiré du film a été présenté en avant-première au Godzilla Fest 2021, pour célébrer le 50e anniversaire du film.
Le film fut suivi par Objectif Terre, mission apocalypse réalisé par Jun Fukuda, sorti le 12 mars 1972.

## Synopsis
Un étrange extraterrestre nommé Hedorah, arrive sur Terre et se nourrit de la pollution humaine. En grandissant, il prend des formes de plus en plus puissantes, sème la destruction à travers le Japon et répand un brouillard d’acide mortel. Godzilla intervient pour arrêter la créature, mais Hedorah ne cesse de muter. Leur affrontement culmine au mont Fuji, où Godzilla, avec l’aide de l’armée et de son souffle atomique, parvient à déshydrater Hedorah et à le réduire en poussière. Pourtant, le film laisse planer la menace d’un retour si la pollution persiste.

## Fiche technique
- Titre : Godzilla contre Hedora
- Titre québécois : Godzilla contre Hedorah
- Titre original : ゴジラ対ヘドラ (Gojira tai Hedorā)
- Autre titre anglais : Godzilla vs. the Smog Monster
- Réalisation : Yoshimitsu Banno
- Scénario : Kaoru Mabuchi et Yoshimitsu Banno
- Musique : Riichiro Manabe
- Photo : Yoichi Manoda
- Producteur : Tomoyuki Tanaka
- Distribution : Tōhō, American International Pictures
- Pays d'origine : Japon
- Langues : japonais, anglais
- Format : Couleur
- Genre : Science-fiction, action et Kaijū eiga
- Durée : 85 minutes
- Date de sortie : 24 juillet 1971

## Distribution
- Akira Yamauchi : Dr Toru Yano. Un scientifique qui étudie Hedorah et découvre ses origines ainsi que ses faiblesses. Son engagement dans la compréhension de la créature met en lumière la lutte humaine face aux catastrophes environnementales
- Hiroyuki Kawase : Ken Yano. Le fils de Toru, dont le point de vue apporte une dimension personnelle et émotionnelle à la destruction causée par Hedorah. Ses observations font souvent progresser le récit
- Toshie Kimura : Toshie Yano
- Keiko Mari : Miki Fujinomiya, une chanteuse de cabaret
- Toshio Shiba : Yukio Keuchi, un ami de la famille Yano, qui participe à la lutte contre Hedorah. Son personnage symbolise l’effort collectif nécessaire pour faire face aux enjeux environnementaux.
- Yoshio Yoshida : Gohei, un pêcheur
- Haruo Suzuki : Officier supérieur des FJAD (Forces japonaises d’autodéfense)
- Yoshio Katsube : Ingénieur des FJAD
- Tadashi Okabe : Un intellectuel
- Wataru Ōmae : Un policier
- Takuya Yuki : Un opérateur des communications
- Yukihiko Gondo : Un pilote d’hélicoptère
- Haruo Nakazawa : Un adolescent dans la prairie
- Kentaro Watanabe : Un présentateur de journal télévisé
- Haruo Nakajima : Godzilla
- Kenpachiro Satsuma (crédité sous le nom de Kengo Nakayama) : Hedorah, le monstre extraterrestre de pollution et principal antagoniste du film. Satsuma incarnera plus tard Godzilla dans la série de films de l’ère Heisei.
- Kōichi Kawakita (assistant-réalisateur) : apparition en caméo non créditée en tant que client dans un bar.

## Production

### Développement
Le producteur Tomoyuki Tanaka a proposé à Yoshimitsu Banno de réaliser un film Godzilla peu après leur collaboration sur le pavillon Mitsubishi à l’Expo '70. En raison de son manque d’expérience, Banno a été épaulé par deux habitués de la franchise : Kaoru Mabuchi pour l’écriture du scénario, et Ishirō Honda pour la mise en scène. La santé déclinante de Tanaka l’a contraint à être hospitalisé pendant la majeure partie de la production. Banno en a profité pour intégrer une scène où Godzilla utilise son souffle atomique pour voler à la poursuite de Hedorah — un choix qui aurait provoqué la colère de Tanaka, au point qu’il a refusé de lui confier un autre film par la suite.
Yoshimitsu Banno a imaginé Godzilla contre Hedorah après avoir constaté l’ampleur de la pollution dans des villes comme Yokkaichi, envahies par le smog noir, et des océans couverts de mousse due aux détergents. Il a alors conçu l’histoire d’un  extraterrestre qui se transforme en monstre à cause de la pollution.

### Tournage et effets spéciaux
Ce film a marqué les débuts de Banno en tant que réalisateur. Le budget qui lui a été attribué était bien inférieur à celui des précédents films de la série Godzilla. Il n’a eu que 35 jours pour tourner, avec une seule équipe technique chargée à la fois des prises de vues et des effets spéciaux. Plus tard, Tanaka a demandé à Ishirō Honda de visionner un montage provisoire du film et de donner ses conseils.
Les effets spéciaux ont été confiés à Teruyoshi Nakano, qui a travaillé en étroite collaboration avec Banno afin de transmettre un message environnemental fort, comparable au message antinucléaire du film original Godzilla. Nakano et Banno ont cependant eu des désaccords : Nakano privilégiait une approche sombre et sérieuse, fidèle au ton du premier film, tandis que Banno souhaitait s’adresser à un jeune public. À l’origine, le script ne comportait pas la scène où Godzilla vole, mais Banno tenait à inclure un élément "extraordinaire". Nakano l’a ajoutée à contrecœur, estimant par la suite qu’il s’agissait d’une erreur. Pour alléger l’ambiance du film, Nakano a aussi introduit plusieurs scènes comiques.
Yoshimitsu Banno avait prévu une suite, mais le projet a été abandonné après le rejet de Godzilla contre Hedorah par Tomoyuki Tanaka. Plusieurs projets ont été envisagés, tels que Godzilla contre Redmoon (transformé plus tard en Daigoro contre Goliath), puis "Godzilla vs. The Space Monsters: Earth Defensive Directive", et enfin "The Return of King Ghidorah", tous annulés. C’est finalement Objectif Terre, mission apocalypse qui a vu le jour.
Le film comporte également des séquences animées, pensées pour renforcer son message écologique.
Banno a choisi de faire appel à un casting relativement inconnu, afin de mieux mettre en valeur le message du film.

## Sortie
Godzilla contre Hedorah a rencontré un succès modéré au box-office au Japon, où il a rapporté entre 290 et 300 millions de yens. En 2019, pour rendre hommage à Yoshimitsu Banno et Haruo Nakajima (décédés tous deux en 2017), le film a été projeté en tant que 22e œuvre du programme « In Memory of Film Figures We Lost in 2017–2018 » organisé par le National Film Archive of Japan.
Le film est sorti en février 1972 aux États-Unis sous le titre Godzilla vs. the Smog Monster, distribué par American International Pictures. Cette version a connu plusieurs modifications : les dialogues ont été doublés en anglais par Titan Productions, certaines séquences contenant du texte japonais ont été remplacées par des équivalents sans texte ou en anglais, de nouveaux bruitages ont été ajoutés, et la chanson Save the Earth (adaptée de la chanson originale japonaise Give Back the Sun!) a été intégrée à la bande-son. Cette version a reçu la classification "G" par la MPAA, et une certification "A" pour sa sortie en salles au Royaume-Uni en 1975.
Cette version américaine a ensuite été remplacée en Amérique du Nord, tant sur les supports vidéo que lors des diffusions télévisées, par la version internationale de la Tōhō, intitulée Godzilla vs. Hedorah. Cette édition contient le doublage original en anglais réalisé à Hong Kong, mais ne comprend pas la chanson Save the Earth. Cette version a été diffusée pour la première fois aux États-Unis sur la chaîne Sci-Fi Channel le 20 janvier 1996.

### Éditions vidéo
Le film a été édité en VHS par Orion Pictures en 1989, puis en DVD par Sony Pictures Home Entertainment le 19 octobre 2004. Une nouvelle édition DVD ainsi qu’une version Blu-ray ont été publiées par Kraken Releasing le 6 mai 2014. Une version DVD canadienne de Godzilla vs. the Smog Monster, couplée à Godzilla 1980 ou Godzilla contre Megalon, a également été distribuée par Digital Disc.
En 2019, la version japonaise du film a été incluse dans un coffret Blu-ray édité par la Criterion Collection, regroupant les 15 films de l’ère Shōwa de la franchise Godzilla.
En 2021, la Tōhō a présenté une restauration en 4K du film sur la chaîne Nippon Classic Movie Channel, accompagnée de sept autres films de la série également remasterisés en 4K. Pour la diffusion, le film a été converti en 2K. Les éditions en UHD et Blu-ray de cette version remasterisée sont prévues pour une sortie au Japon le 20 décembre 2023.

## Réception

### Réception contemporaine
D’après Yoshimitsu Banno, la critique japonaise a ignoré Godzilla contre Hedorah, mais les rares journaux qui en ont parlé l’ont presque unanimement démoli, à l’exception du Yomiuri Shimbun. Teruyoshi Nakano a décrit les premières réactions comme très partagées : certains quotidiens ont été très critiques, tandis que les magazines ont proposé des avis plus nuancés. Par la suite, plusieurs publications ont souligné les réactions contradictoires à propos de la scène où Godzilla s’envole à l’aide de son souffle atomique. Nakano a affirmé, pour sa part, que cette scène avait été bien reçue aux États-Unis.
En juillet 1972, Vincent Canby du New York Times a qualifié le film de « le film qui traite de la pollution avec le moins de subtilité». Il a estimé que le film n’encouragerait probablement personne à protester contre la pollution, ce qui, selon lui, en affaiblissait l’intérêt. Alan Cookman, du Evening Sentinel, a décrit l’œuvre comme une « curiosité japonaise – curieuse et curieusement fascinante – bien plus ironique qu’on pourrait l’imaginer », en ajoutant que le film plairait surtout aux enfants entre six et douze ans. Il a également salué le format large, les couleurs, les effets spéciaux, ainsi que les touches d’animation et de split-screen, concluant : « Il y a vingt ans, j’en aurais été fou. »
En 1978, le film a été cité dans The Fifty Worst Films of All Time, un ouvrage de Harry Medved et Randy Dreyfuss. Ce livre a repris plusieurs critiques occidentales, notamment Leonard Maltin qui l’a qualifié de « mal doublé et loufoque », le San Francisco Chronicle qui l’a descendu en flèche, et The Monster Times qui l’a décrit comme « l’un des pires films de monstres jamais réalisés, une idiotie pour enfants ! »

### Réévaluations
Avec le temps, Godzilla contre Hedorah a reçu des critiques rétrospectives plutôt partagées, mais globalement positives. Sur le site Rotten Tomatoes, 67 % des 15 critiques recensées sont favorables, avec une note moyenne de 5,5 sur 10.
En 1998, un critique du site Stomp Tokyo a reconnu que le film comportait de « nombreux défauts évidents et notables », mais a salué les scènes de combat entre monstres, l’absence de séquences reprises d’autres films, et les efforts investis dans les segments animés. En 2004, Stuart Galbraith IV a écrit sur DVD Talk que le film « mérite d’être salué pour sa volonté de nouveauté, en tentant de s’éloigner d’une formule qui devenait lassante ». Il a précisé que le film n’était pas aussi divertissant que Objectif Terre, mission apocalypse ou Godzilla contre Mecanik Monster mais qu’il se montrait plus original et audacieux, concluant que les fans auraient sans doute envie de le redécouvrir.
Dans leur ouvrage Japan’s Green Monsters (2018), Sean Rhoads et Brooke McCorkle ont proposé une lecture écocritique du film. Selon eux, l’œuvre gagne à être analysée à travers trois prismes : l’histoire environnementale du Japon, le genre du film de monstres, et le contexte historique du déclin du cinéma japonais. Cette approche permettrait de mieux comprendre les intentions de Banno. Les auteurs réfutent notamment les critiques négatives comme celles de Medved et Galbraith, en défendant la profondeur écologique du film, au-delà de ses messages évidents.
Enfin, Roger Ebert du Chicago Sun-Times, bien qu’ayant descendu Godzilla 1985, a cité Godzilla contre Hedorah comme son épisode préféré de la saga.
Dans un entretien accordé à Cinefantastique en décembre 1996, Teruyoshi Nakano est revenu sur son expérience :
« Avec le recul, le film me semble un peu cruel et brutal. Je voulais montrer la gravité de la pollution, avec des scènes où les yeux de Godzilla sont brûlés et des gens qui meurent. Je crois que je me suis senti mal à l’aise dès le tournage, c’est sans doute pour ça qu’on a ajouté des scènes comiques. »

## Suite abandonnée
Après avoir terminé la réalisation de Godzilla contre. Hedorah, le réalisateur Yoshimitsu Banno s’est lancé dans un nouveau projet de film Godzilla. Comme pour son premier opus, il souhaitait que ce film porte un message fort contre la pollution. Son idée initiale mettait en scène un monstre mutant en forme d’étoile de mer affrontant Godzilla. Il a finalement abandonné ce concept pour écrire ce qui devait devenir Godzilla contre Hedorah 2. Dans cette suite, Godzilla devait combattre un autre Hedorah, cette fois en Afrique. Cependant, en raison de la réaction négative de Tomoyuki Tanaka à Godzilla vs. Hedorah, le projet n’a jamais vu le jour.
Banno a ensuite passé plusieurs années à chercher des financements pour un film Godzilla en 3D IMAX de 40 minutes, mettant en scène une nouvelle version de Hedorah nommée Deathla. Ce projet, provisoirement intitulé Godzilla 3D: To The Max, a été abandonné. Néanmoins, plusieurs membres de l’équipe, dont Banno, ont participé à la production du Godzilla de 2014. En novembre 2013, Banno avait déclaré espérer encore pouvoir réaliser une suite à Godzilla contre Hedorah, mais il est décédé en 2017. Il a tout de même été crédité comme producteur exécutif sur Godzilla 2: Roi des monstres (2019) et Godzilla vs. Kong (2021), sortis après sa mort.
Il reste une trace du projet de suite voulu par Banno dans le film terminé : dans la scène de clôture, une illustration montre la forme têtard de Hedorah, suivie d’un écran noir avec l’inscription rouge : « Et encore un autre ? », ce qui suggère que Banno était déjà en train de préparer, ou avait préparé, une suite à soumettre à la production.

## Informations complémentaires
- Film non distribué en France mais présent à Paris au « Grand Rex » le 16 mars 1977 dans le cadre d'un festival international du film fantastique et de science fiction.
- Les attaques de Hedorah et son impactes sur les civiles sont inspirés des effets de la Maladie de Minamata[3].